# Henry Vaughan
Henry Vaughan (ur. 17 kwietnia 1622 w Llansantffraed w Brecknockshire w Walii, zm. 23 kwietnia 1695 tamże) – angielski poeta metafizyczny pochodzenia walijskiego, przedstawiciel religijnego nurtu tej poezji. 
Pochodził ze starej walijskiej rodziny. Jego bratem bliźniakiem był Thomas Vaughan. Obaj studiowali w Oxfordzie; Thomas, późniejszy filozof i alchemik, pozostał na tej uczelni, natomiast Henry rozpoczął studia prawnicze w Londynie. Jako rojalista i anglikanin opowiedział się po stronie króla w angielskiej wojnie domowej, był członkiem walijskiej straży przybocznej Karola I podczas bitwy pod Rowton Heath. 
Nie wiadomo, gdzie studiował medycynę, ale po wojnie rozpoczął praktykę jako lekarz, osiadłszy w swoich rodzinnych stronach. Spędził tam resztę życia. Był dwukrotnie żonaty: w 1646 roku poślubił Catherine Wise, a po jej śmierci jej siostrę Elizabeth.

## Twórczość
Nie licząc młodzieńczych liryk, twórczość Vaughana to wiersze religijne. Poezję tę zaczął tworzyć pod wpływem utworów George'a Herberta, według własnych słów Vaughana „błogosławionego człowieka, którego święte życie i rymy nawróciły i natchnęły pobożnością tak wielu, a wśród nich i mnie, najmniej godnego". Na język polski H. Vaughana tłumaczył m.in. Stanisław Barańczak (33 wiersze, Kraków 2000; kolejne wyd. Kraków 2009). 

## Publikacje
- Poems (1646)
- Silex Scintillans (1650, wydanie rozszerzone 1655)
- Olor Iscanus (1651)
- The Mount of Olives (1652)
- Flores Solitudinis (1654)
- Thalia Rediviva (1678)